# Lourfa (Rollo)
Lourfa est une localité située dans le département de Rollo de la province du Bam dans la région Centre-Nord au Burkina Faso. En 2006, cette localité comptait 1 264 habitants dont 53,5% de femmes.

## Géographie

### Climat
Situé à 328 m d'altitude, Lourfa est doté d'un climat de steppe sec et chaud, de type BSh selon la classification de Köppen, avec des moyennes annuelles de 28,2 °C pour la température et de 574 mm pour les précipitations.

## Éducation et santé
Le centre de soins le plus proche de Lourfa est le centre de santé et de promotion sociale (CSPS) de Rollo tandis que le centre médical avec antenne chirurgicale (CMA) de la province se trouve à Kongoussi.